# Der langsame Tod
Der Langsame Tod ist ein in Schwarzweiß gedrehter Stummfilm von Carl Wilhelm aus dem Jahr 1920.

## Produktion
Der Film wurde von Carl Wilhelm für die Terra-Film AG und seiner eigenen Carl Wilhelm-Film GmbH in Berlin produziert. Carl Wilhelm führte selber Regie und schrieb zusammen mit Ruth Goetz das Drehbuch. Der Film wurde im Format 35 mm (1:1.33) gedreht und hatte eine Länge von 2071 Metern. Die Filmbauten wurden von Carl L. Kirmse gestaltet.

## Handlung
Die Handlung des Films basiert auf dem Roman Die verleugneten Jahre von Ruth Goetz.

## Veröffentlichung
Die Premiere des Films fand am 16. Dezember 1920 in Berlin statt.